# Mjóifjörður (Kerlingarfjörður)
Mjóifjörður (Kerlingarfjörður) (in lingua islandese: Fiordo stretto) è un fiordo situato nel settore nordoccidentale dell'Islanda.

## Descrizione
Mjóifjörður è uno dei fiordi della regione dei Vestfirðir. È una piccola diramazione situata nel settore nord-occidentale del Kerlingarfjörður, che a sua volta si apre sulla sponda settentrionale dell'ampio Breiðafjörður. Il fiordo è largo 700 metri e penetra per circa 3 km nell'entroterra.
Il fiordo è attualmente completamente disabitato.

## Denominazione
Il nome "Mjóifjörður" (fiordo stretto) è abbastanza comune in Islanda e fa riferimento alla conformazione stretta e allungata di alcuni fiordi.
Altri fiordi con questo nome sono:
- Mjóifjörður (Austurland), nella regione dell'Austurland.
- Mjóifjörður (Ísafjarðardjúp), nella sponda meridionale dell'ampio Ísafjarðardjúp, nella regione dei Vestfirðir.

## Vie di comunicazione
Nel 2014 l'ingresso del fiordo è stato chiuso da una diga su cui passa la strada S60 Vestfjarðavegur, che in precedenza faceva il giro completo del fiordo. Lo scambio d'acqua con l'adiacente Kerlingarfjörður è permesso dalla presenza di un ponte lungo 160 metri.